# جي. باتريك هنت
جي. باتريك هنت هو سياسي كندي، ولد في 22 مارس 1949 في كندا. حزبياً، نشط في جمعية المحافظين التقدمية لنوفا سكوشا.